# Daniel Scheck
Daniel Scheck (Montevideo, 1929-Ibídem, 13 d'octubre de 2015), va ser un advocat, periodista, guionista i empresari uruguaià.

## Biografia
Fill de Carlos Scheck. Va completar els seus estudis secundaris en el Liceu Francisco Bauzá. En 1961 es va rebre d'advocat en la Facultat de Dret de la Universitat de la República, però mai va exercir. Daniel va ser periodista esportiu i administrador vitalici del diari El País. Amb els seus germans Carlos Eugenio i Eduardo va crear El Llibre dels Classificats d'El País en 1983. Va ser soci del Club Nacional de Futbol.
Va ser de l'Associació de Diaris de l'Uruguai president durant 17 anys.
Era una de les peronas més riques d'Uruguai, per ser el cap de la família Sheck, accionistes del diari El País i del Gallito Luis.

## Àmbit televisiu
Amb el seu germà Jorge va crear Telecataplúm. Sota el sobrenom van ser guionistes i responsables del programa humorístic Telecataplum en Canal 12 un dels programes més emblemàtics d'Uruguai. Entre 1975 i 1983 va ser president del directori de Canal 12.
En 1964 obtenen el Premi Ariel de l'Associació de Cronistes de Televisió de l'Uruguai (ACTU) i la Medalla d'Argentors com a llibretista, al costat del seu germà Jorge Scheck. Els dos germans escrivien sota el pseudònim "Los Lobizones". Va ser guardonat amb el Premi Martín Fierro en 1965. En 2012, amb motiu del festeig pels cinquanta anys de Canal 12 l'Estudi D va ser batejat «Els Lobizones» en homenatge als libretistas de Telecataplúm.
Va morir el 13 d'octubre de 2015 als 86 anys, en Montevideo.

## Llibres
- 1990, Blablándole al pueblo
- 2000, Jugando con las palabras
- 2001, Sobras completas (dos toms)
- 2005, De la vuelta manzana a la vuelta a la tierra